# Эллиот, Адам
А́дам Бе́нджамин Э́ллиот (род. 1972, Бервик, штат Виктория, Австралия) - австралийский режиссёр-аниматор, сценарист, продюсер, аниматор.
В 1996 году окончил Викторианский колледж искусств по специальности анимация. Во время учёбы снял шестиминутный короткометражный мультфильм «Дядя», за который получил награды Австралийского института кино и нескольких кинофестивалей.
В 2003 году поставил 23-минутный мультфильм «Харви Крампет». Фильм, созданный с использованием методов моделирования и без компьютерной анимации, получил награду в категории «Лучший анимационный короткометражный фильм» на церемонии вручения премии «Оскар» 2004 года.
Фильм «Мэри и Макс — или: Сжимаются ли овцы, когда идёт дождь?» (2009) был первым полнометражным мультфильмом режиссёра, получил ряд наград, в том числе за лучший полнометражный фильм на конкурсе AniMovie на Штутгартском фестивале анимационных фильмов, а также приз за лучшую режиссуру на церемонии вручения наград Австралийской Гильдии режиссёров. 
В 2024 году вышел мультфильм Эллиота «Мемуары улитки». 

## Биография
Родился в южной Австралии 2 января 1972 года и снял за свою жизнь 8 картин. Работал с жанрами мультфильм, драма, короткометражка. Одна из известнейших картин «Мэри и Макс» 2009 года. Мультфильмы Адама наполнены своей необычайной утонченностью, а истории, рассказанные в них, заставляют задуматься. Он родился в не очень богатой семье и с детства начал увлекаться фотографией и литературой.

### Творчество
В 1996 году он оканчивает учёбу в Викторианском Колледже Искусств с отличием и создает первую свою короткометражку «Дядя», определившую стиль всех его следующих работ. В нём он вспоминает своего дядю — немного странного, но добродушного человека. Впрочем, дядя из мультфильма — собирательный образ, основанный на воспоминаниях Адама о его восьми дядях. Эта картина входит в полуавтобиографическую трилогию («Дядя» (1996) и «Брат» (1999)), заработавшую в совокупности свыше 50 призов на различных фестивалях. По поводу достоверности показанных событий Адам Эллиот говорит, что «истина не должна мешать хорошему рассказу». Далее на свет появилось ещё одно творение художника «Харви Крампет», оно было удостоено премии «Оскар» в 2003 году, а спустя шесть лет появляется самая известная его картина «Мэри и Макс».

## Фильмография
- «Дядя» (1996)
- «Кузен» (1998)
- «Брат»(1999)
- «Харви Крампет» (2003)
- «Мэри и Макс» (2009)
- «Мемуары улитки» (2023)[5]